# Punta Bernacchi
Punta Bernacchi (in inglese Bernacchi Head) è un faraglione roccioso che delimita l'estremità meridionale dell'isola Franklin del mare di Ross, Dipendenza di Ross, in Antartide.
Localizzata ad una latitudine di 76° 08′ S ed una longitudine di 168° 20′ E, venne intitolata durante la spedizione Southern Cross di Carstens Borchgrevink a Louis  Bernacchi, un membro della missione.
Per evitare confusione con capo Bernacchi che si trova sul continente, l'area venne rinominata punta Bernacchi dal comitato consultivo dei nomi antartici.